# CICAP
CICAP (Comitato Italiano per il Controllo delle Affermazioni sulle Pseudoscienze; en español "Comité Italiano para la Investigación de Afirmaciones Pseudocientíficas") es una organización educativa escéptica italiana sin fines de lucro, fundada en 1989. El objetivo principal de CICAP es promover la investigación científica de los supuestos fenómenos paranormales y pseudocientíficos. Es miembro del Consejo Europeo de Organizaciones Escépticas.

## Historia
CICAP fue fundado por el periodista italiano Piero Angela junto con un grupo de científicos, entre ellos Luigi Garlaschelli. El primer intento de crear una organización que investigara los supuestos fenómenos paranormales en Italia se remonta a 1978, tan solo dos años después de la fundación de la organización escéptica CSICOP (hoy CFI). Tras la emisión del programa de televisión de Piero Angela Indagine sulla parapsicologia ("Investigación sobre la parapsicología"), 22 científicos e investigadores de diversas disciplinas publicaron una declaración conjunta en la que llamaban a la creación de un comité para la evaluación de dichos fenómenos.

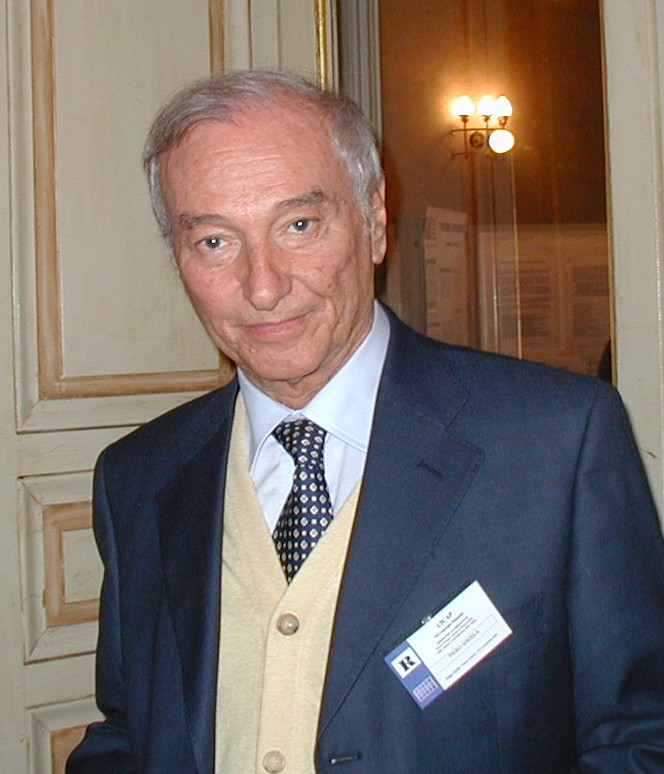
Piero Angela, convención nacional de CICAP (2001)

La iniciativa recién dio frutos en 1987-1988, cuando Piero Angela organizó numerosas reuniones entre los suscriptores italianos de la revista "Skeptical Inquirer" que culminaron con una reunión en Turín el 9 de octubre de 1988. En esa ocasión, se definieron las metas y objetivos de la asociación, así como el nombre del comité: Comitato iIaliano per il Controllo delle Affermazioni sul Paranormale ("Comité Italiano para la Investigación de las Afirmaciones Paranormales"), elegido porque la sigla "CICAP" se asemejaba a check-up ("controlar") en inglés.
El Comité se constituyó formalmente el 12 de junio de 1989. Lorenzo Montali fue nombrado director ejecutivo, y el investigador, escritor y divulgador científico Massimo Polidoro fue designado director de la revista de la asociación. Dos premios Nobel son o han sido miembros: Carlo Rubbia y Rita Levi Montalcini. Otro miembro notable fue el filósofo, semiótico y novelista Umberto Eco. Desde 2009, el director ejecutivo es Massimo Polidoro.
Al principio, CICAP se ocupaba principalmente de la parapsicología (telepatía, psicoquinesis, etc.). Con el tiempo, comenzó a expandirse hacia otras áreas de la pseudociencia (como la medicina alternativa), tanto históricas (como las relacionadas con la existencia de los dragones o con la leyenda de la espada en la piedra) como, sobre todo, contemporáneas (leyendas urbanas). El aumento de la popularidad de otros fenómenos pseudocientíficos llevó a que la organización decidiera cambiar de nombre. En septiembre de 2013, CICAP anunció que cambiaría la P del acrónimo de paranormale (paranormales) a pseudoscienze (pseudociencias). El nuevo nombre indica que la organización no solo estudia fenómenos sobrenaturales, sino también ideas y afirmaciones pseudocientíficas sobre tratamientos cuya eficacia no está científicamente demostrada, así como teorías conspirativas, leyendas urbanas y falsificaciones históricas.
Una breve lista de las investigaciones del CICAP a lo largo de su historia incluye la evaluación de los poderes de magos, radiestesistas (o rabdomantes), curanderos y faquires, el análisis de las observaciones de ovnis, el estudio de la sangre de San Jenaro, y las afirmaciones sobre la vida después de la muerte, y la verificación de predicciones astrológicas. Cada diciembre, CICAP recoge una muestra de predicciones realizadas por astrólogos y clarividentes durante el año y publica un informe de fin de año sobre los resultados de las predicciones. Desde 2009, CICAP organiza un día anual "Anti-Superstición" en varias ciudades un viernes 17, considerado un día de mala suerte en Italia.
La organización siempre ha trabajado en estrecha colaboración con los medios de comunicación italianos para asegurar una cobertura precisa de los temas paranormales.
En octubre de 2004, CICAP y CSI patrocinaron conjuntamente un Congreso Mundial de Escépticos en Italia.
El logotipo de CICAP hace referencia a la ilusión de la cuadrícula. Diseñado en 1992 por Franco Ramaccini, fue modificado en 2009 con la inclusión de las palabras "Comitato Italiano per il Controllo delle Affermazioni sul Paranormale".

## Alcance

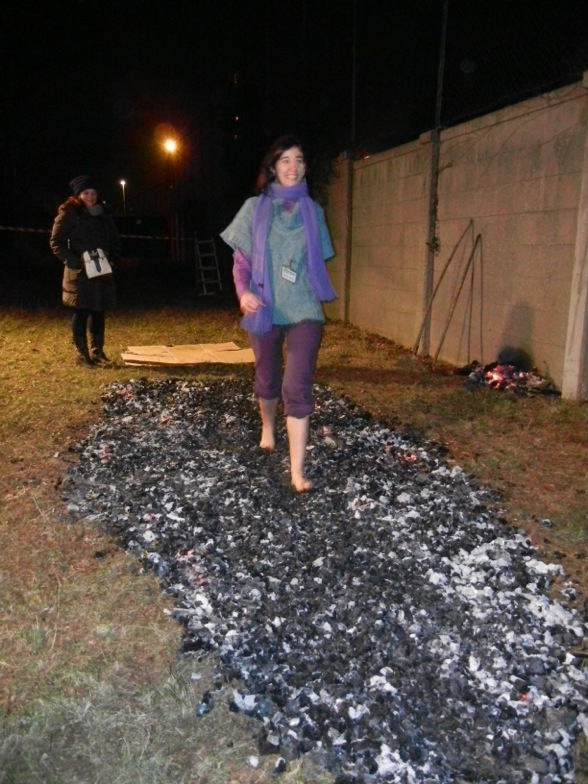
Marta Annunziata caminando sobre brasas

Los temas investigados por CICAP se pueden dividir en tres categorías:
- Fenómenos paranormales que violarían las leyes fundamentales de la ciencia moderna, por ejemplo parapsicología (telepatía, precognición, clarividencia y telekinesis). Otros temas que entran en esta categoría se describen generalmente como "científicamente inexplicables": caminatas sobre las brasas, psicofonía, sucesos religiosos paranormales, etc.

- Pseudociencias: aquellas disciplinas que afirman ser científicamente válidas, pero que eluden sistemáticamente la verificación experimental cuando se aplica el método científico: astrología, medicina alternativa, creacionismo, Radiación de la Tierra, numerología, etc.

- Misterios y leyendas: historias que no son estrictamente paranormales, pero que son inusuales, como leyendas urbanas, ovnis y supuestos sucesos alienígenas, tales como los círculos en los cultivos. También, leyendas tradicionales tales como las relacionadas con dragones, o la espada en la piedra.

## Método
CICAP aplica el escepticismo racional en sus actividades. El escepticismo racional postula que toda declaración empírica sólo puede ser aceptada después de una verificación experimental. CICAP aplica el método científico a sus investigaciones. A menudo emplea la colaboración de ilusionistas en sus investigaciones para determinar el posible uso de trucos. Por ejemplo, el ilusionista italiano Silvan ha colaborado con CICAP en algunas de sus iniciativas.

## Límites
El CICAP no se ocupa de la metafísica, en particular de la religión y la fe, porque estos fenómenos no se pueden estudiar científicamente. El CICAP investiga las afirmaciones religiosas sobre manifestaciones materiales como las reliquias o el milagro de la sangre de San Jenaro en Nápoles porque estos fenómenos pueden someterse a análisis científicos. El interés de CICAP es informar al público. Sus miembros tienen diferentes creencias religiosas y políticas, pero todos están de acuerdo en que los supuestos fenómenos pseudocientíficos se deben investigar, y se deben publicar los resultados.

## Organización

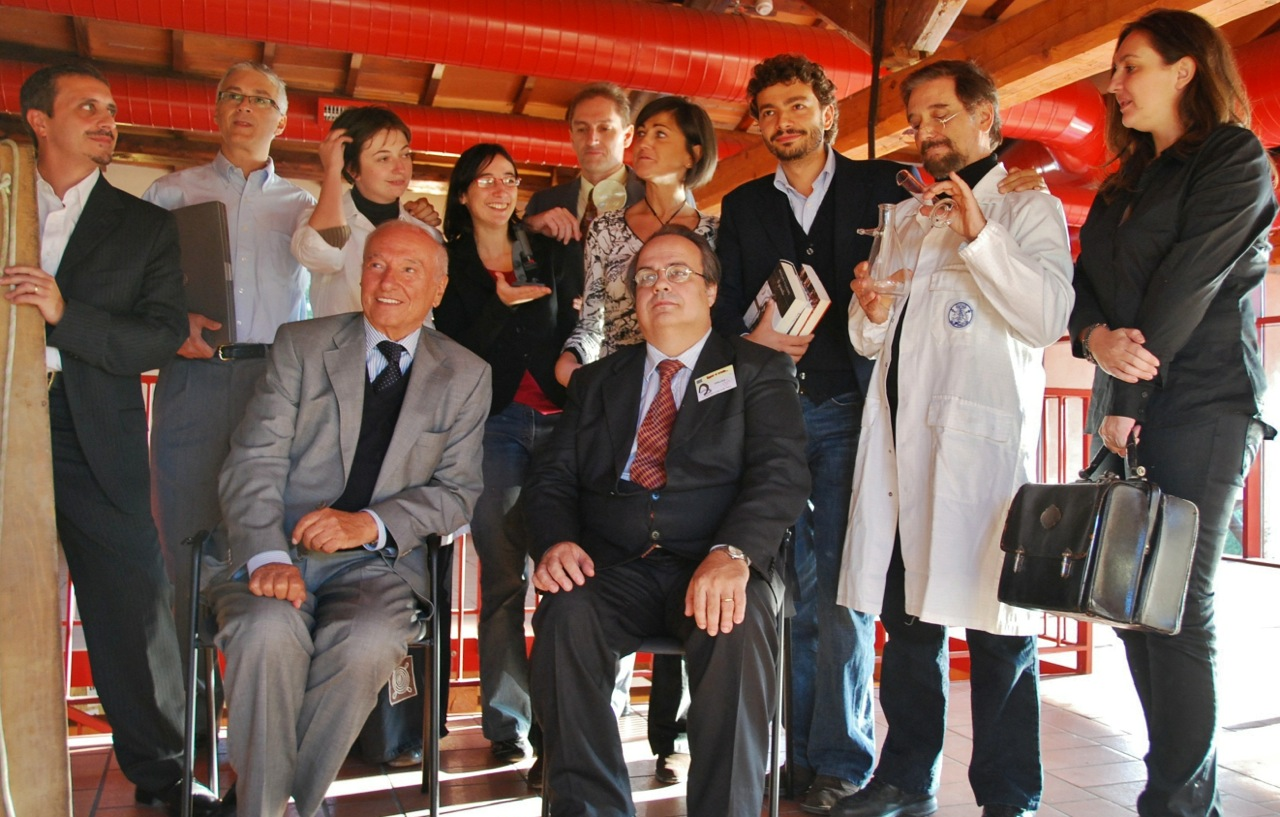
De izquierda a derecha: Francesco Grassi, Marino Franzosi, Beatrice Mautino, Piero Angela, Marta Annunziata, Paolo Attivissimo, Francesca Guizzo, Steno Ferluga, Massimo Polidoro, Luigi Garlaschelli, Paola De Gobbi

La asociación se autofinancia y sus miembros son su único sostén económico, tal y como lo demuestra la campaña de recaudación de fondos implementada a principios del año 2000: "Progetto CICAP 2000" (Proyecto CICAP 2000), cuyo objetivo era dar al comité una sede permanente. El objetivo era recaudar 300 millones de liras para la adquisición de la infraestructura necesaria. La meta fue alcanzada y el espacio de oficinas fue comprado en Padua. Curiosamente, dado que su fortuna proviene de la utilización de lo paranormal en el ámbito artístico y literario, el historietista Tiziano Sclavi, aportó cinco millones de liras. Sclavi es partidario del CICAP y afirmó que lo oculto y lo paranormal están muy bien en la ficción, pero que la realidad es otra cosa.
La sede nacional se encuentra en Padua, mientras que la mayor parte de las actividades de divulgación y el archivo nacional de prensa se encuentran en Turín. Algunas regiones tienen grupos locales con sus propias sedes. Actualmente, hay grupos locales en Abruzzo-Molise, Emilia-Romaña, Friuli-Venezia Giulia, Lazio, Liguria, Lombardía, Piamonte, Apulia, Cerdeña, Sicilia, Toscana, Trentino-Alto Adige y Veneto. Además, hay un grupo local en el Cantón del Tesino, Suiza.

## Conferencias y eventos principales
CICAP organiza una conferencia nacional cada dos años, en la que se reúnen oradores internos y externos para hablar sobre temas paranormales o pseudocientíficos. La conferencia está abierta al público en general, pero se cobra un arancel que se utiliza para financiar las actividades del grupo.

## Investigaciones

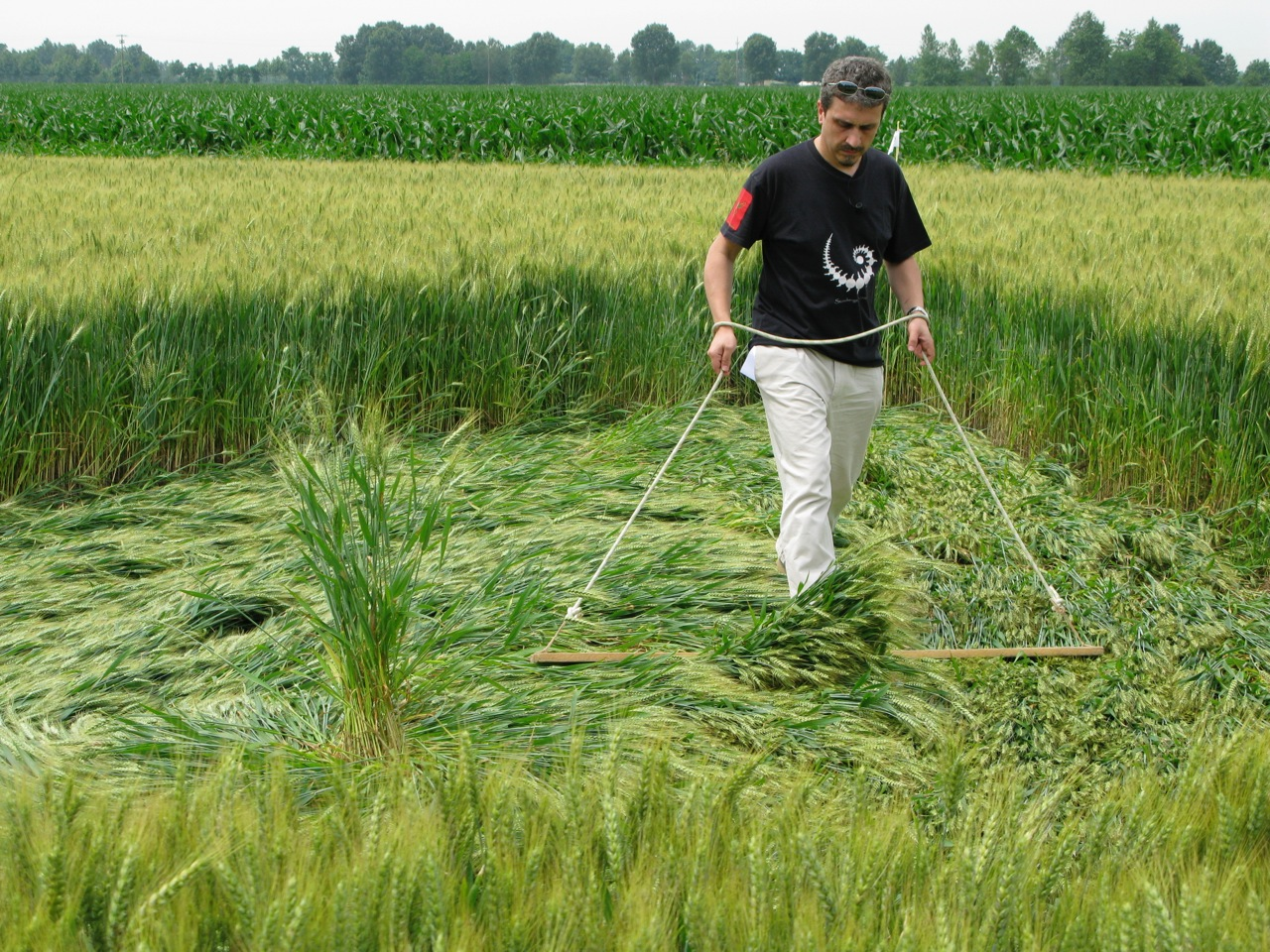
Francesco Grassi haciendo un círculo en un cultivo

La organización ha investigado diversos fenómenos paranormales, entre ellos:
- El supuesto milagro de la licuefacción de la sangre de San Jenaro en Nápoles[17]

- Nina Kulagina.[18]

- Los supuestos milagros de Padre Pío[6]

- Los círculos en cultivos en Italia[19]

En septiembre de 2005, el programa del National Geographic Channel Is It Real? (episodio 10) realizó una demostración de "nocaut sin contacto", durante la cual el instructor Leon Jay fue incapaz de noquear a Luigi Garlaschelli, investigador de CICAP.
En septiembre de 2016, CICAP examinó a una pareja de madre e hija, Amalia Maruca y Carmela Paola, que afirmaban que podían transmitirse cartas Zener psíquicamente entre sí. Massimo Polidoro y Luigi Garlaschelli las examinaron en las oficinas de Nuova Menle. El periódico "La Nuova Provincia de Biella" había informado que las mujeres tenían una tasa de precisión de entre 90 y 100 por ciento. Polidoro y Garlaschelli colocaron una pequeña persiana entre las mujeres para quitarles la capacidad de ver las tarjetas, aunque podían verse la cara. Durante la primera prueba, acertaron 24 de una serie de 25 tarjetas. A continuación se utilizó una persiana más alta para que no pudieran verse entre sí, y solo acertaron 7 de las 25 cartas. Para la tercera ronda se utilizó una tableta informática, con lo que se eliminó el sonido del lápiz sobre papel al dibujar, para evitar que utilizaran una técnica llamada "lectura del sonido". Solo acertaron 5 de las 25 cartas. Para la prueba final, se eliminaron las cartas Zener y se utilizaron tarjetas con ilusiones ópticas famosas. Las mujeres detuvieron la prueba después de cinco tarjetas porque decían que no podían transmitirlas. CICAP cambió a naipes normales, y los aciertos fueron 2 de 25 cartas. CICAP concluyó que el efecto desaparecía cuando las mujeres no podían verse entre sí, y que no existía telepatía cuando se utilizaban elementos que no fueran carta Zener.

## Publicaciones
El CICAP continúa sus actividades de difusión por medio de congresos y conferencias públicas, apariciones en radio y televisión, a través de la publicación de la revista trimestral "Query" (antes "Scienza & Paranormale"), libros y artículos sobre estos temas, a través de la conservación de una biblioteca y un archivo de artículos. En QueryOnline, la versión en línea de la revista impresa, se publica material adicional, tanto de investigación propia del CICAP como de artículos escépticos y científicos extranjeros traducidos al italiano.